# Yakuhananomia ermischi
Yakuhananomia ermischi es una especie de coleóptero de la familia Mordellidae.

## Distribución geográfica
Habita en  Santo Tomé.